# Trichonotulus khonensis
Trichonotulus khonensis är en skalbaggsart som beskrevs av Zdzisława Stebnicka 1981. Trichonotulus khonensis ingår i släktet Trichonotulus och familjen Aphodiidae. Inga underarter finns listade i Catalogue of Life.